# Того на летних Олимпийских играх 1988
Того принимала участие в Летних Олимпийских играх 1988 года в Барселоне (Испания) в третий раз за свою историю, но не завоевала ни одной медали.